# 聖喬治 (伊利諾伊州)
聖喬治（英語：Saint George）是位於美國伊利諾伊州坎卡基縣的一個非建制地區。該地的面積和人口皆未知。

## 地理
聖喬治的座標為41°11′33″N 87°46′32″W / 41.19250°N 87.77556°W，而該地的平均海拔高度為200米（即656英尺）。